# ピーター・ウィッティンガム
ピーター・ウィッティンガム（Peter Whittingham, 1984年9月8日 - 2020年3月19日）は、イングランド・ナニートン出身のサッカー選手。ポジションはMF（セントラルミッドフィールダー）。

## 経歴
アストン・ヴィラFCのアカデミーで育成された。プレーを始めた当初はセントラル・ミッドフィールダーだったが、ウイング、サイドハーフ、セカンドトップとしてプレーすることも出来る。2002年にはFAユースカップを制覇した。
2003年4月にトップチームデビューを果たすと、翌シーズンは主力に定着しリーグ戦32試合に出場した。しかしその後はポジション確保に苦戦し、バーンリーFCおよびダービー・カウンティFCへのレンタル移籍を経て2007年1月にカーディフ・シティFCに完全移籍した 。
カーディフでは在籍11シーズンで457試合出場・96ゴールを記録。2013年にはチャンピオンシップで優勝し、FAカップでは2008年、リーグカップでは2012年に決勝に進出した。2009–10シーズンは20ゴールを挙げてリーグ得点王を獲得し、チャンピオンシップの年間ベストイレブンに3度選出された。
2016-17シーズン終了後に給与の減額を打診されるが、これを拒否しカーディフとの契約を満了。翌月6月13日にブラックバーン・ローヴァーズFCと2年契約を締結した。2017-18シーズン終了後にクラブを退団しフリーとなる。
2020年3月7日、バリーにあるパブで偶発的な転倒により頭部を打ち付け、病院に運ばれていた。その後、生命維持装置を付けて入院していたが、19日に死去が発表された。

## 代表歴
ユース年代のイングランド代表歴がある。

## タイトル
クラブ
アストン・ヴィラ
- FAユースカップ : 2001-02

カーディフ
- フットボールリーグ・チャンピオンシップ : 2012–13

個人
- フットボールリーグ・チャンピオンシップ得点王 : 2009-10
- フットボールリーグ・チャンピオンシップ年間ベストイレブン : 2009–10, 2011–12, 2012-13
- フットボールリーグ・チャンピオンシップ月間MVP : 2009年10月
- フットボールリーグ年間ベストゴール : 2012